# Axel Ottesen Brahe
Axel Ottesen Brahe till Elved, född den 28 maj 1550 på Knutstorp i Skåne, död den 14 augusti 1616, var ett danskt riksråd.
Han var son till Otte Thygesen Brahe och Beate Clausdatter Bille samt bror till Tycho Brahe. Han var far till Sophie Axelsdatter Brahe.
Efter att i sin ungdom ha gjort tjänst i utlandet fick han betydande förläningar och blev 1596 riksråd i samband med en stor utnämning av yngre riksråd vid Kristian IV:s regeringstillträde.
1597 sändes han till Ven till följd av bönders klagomål över Tycho Brahe.
Under Kalmarkriget hade han en betydelsefull ställning som krigskommissarie och deltog i fredsunderhandlingar i Knäred 1613.